# Fridonia
Fridonia (Freedonia) es el primer nombre que, en vez del demónimo "americano", probablemente usaron los estadounidenses inmediatamente después de la Revolución de las Trece Colonias. Después se popularizó por la película Sopa de ganso, de  los Hermanos Marx, donde Libertonia era un país ficticio.
Luego la palabra ha evolucionado a un significado más genérico. Puede ser sustantivo, como el país ficticio, o su derivado adjetivo "fridonio", usado para caracterizar un lugar como la Freedonia de Duck Soup. Porque ésta incluía demasiadas cualidades adversas —autocracia, pequeñez, obscuridad, etcétera—, un lugar al que se le puede calificar de "fridoniano", por existir en él cualquiera de estas deficiencias.

## Como nombre de EE. UU.
En el Vol. VI, Part IV, del Medical Repository, 1803, pp. 449–50, bajo el título Medical and Philosophical News, el Dr. Samuel Mitchill escribió:
Proposición a los literati americanos, y a todos los ciudadanos de los Estados Unidos, para emplear los siguientes nombres y epítetos para el país y la nación a la cual pertenecen, que, a 27 años de la declaración y 20 años del reconocimiento de su independencia, carecen de denominaciones geográficas y políticas propias, mediante las cuales se les pueda distinguir aptamente de otras regiones y pueblos de la Tierra:
Fredon, nombre colectivo para todo el territorio de Estados Unidos.
Fredonia, para uso retórico y poético.
Fredonian, un sonoro nombre para un "ciudadano de los Estados Unidos".
Frede, un nombre hipocorístico y coloquial para un "ciudadano de los Estados Unidos".
Fredish, un adjetivo para denotar las relaciones e intereses de los Estados Unidos.
Ejemplo. Fredon es probablemente mejor provisto con los materiales de su propia historia que (Gran) Bretaña, Francia, o cualquier país del mundo, y la razón es obvia, para la atención de los fredonianos era mucho más pronto dirigida, después de su asentamiento, a la recopilación y a las preservaciones de sus hechos y registros que los de neerlandeses e irlandeses.
Por lo tanto sucederá que los eventos de la historia fredish serán más minuciosamente conocidos y mejor entendidos que los de rusos, turcos o árabes. Y así a la vez se notará cuidadosamente cuando un nativo de esta tierra, al preguntársele quién es y de dónde vino, contesta en una palabra que es un Frede, en vez de usar el tedioso circunloquio de que es "un ciudadano de los Estados Unidos de América." Y de igual manera se ha de tomar nota de la asociación de Fredonia y Macedonia y Caledonia como palabras igualmente potentes y de sonido melodioso.

## Uso general en inglés
A veces, "Freedonia" se usa en editoriales políticos e historias noticiosas para ilustrar un tópico acerca de un país real. Otras veces se alude a que un país es tan pequeño o remoto que lo desconocen sus lectores. Otras ocasiones el término puede aportar connotaciones negativas, que a determinada nación real la gobierna un líder autocrático que actúa contra los intereses de su población. Aún otras veces el autor puede simplemente usar "Freedonia" para significar "país ficticio para propósitos de ilustración".